# Buriti dos Lopes
Buriti dos Lopes é um município brasileiro do estado do Piauí. Localiza-se a uma latitude 03º10'30" sul e a uma longitude 41º52'01" oeste, estando a uma altitude de 50 metros. Sua população estimada em 2004 era de 18 445 habitantes. Possui uma área de 526,66 km².

## História
Foi fundada há mais de 200 anos, pelo português Francisco Lopes, o primeiro habitante que se estabeleceu às margens do riacho Buriti, nome que lhe foi dado em virtude em dos buritizais nativos. O topônimo resultou da associação do nome do riacho, com o sobrenome "Lopes" do seu fundador.
Francisco Lopes morreu na luta com os balaios, em 1839, aos 90 anos de idade, em sua fazenda Tinguis. Esse acontecimento gerou uma revolta popular, resultando na organização de uma força mista de cavalaria e infantaria, sob o comando do prefeito de Parnaíba Tenente-Coronel José Francisco de Miranda Osório para combater os rebeldes. O contingente dissolveu o grupo, que se encontrava em Barra do Longá. O povoado foi elevado à categoria de Vila em 2 de agosto de 1890, por ato do então Governador. Dr. Joaquim Nogueira Paranaguá. Em 1907, o nome Buriti dos Lopes foi mudado para o de Vila do Baixo Longá, voltando ao topônimo primitivo em 1911.
Em 1931, o Município foi extinto ficando seu território incorporado ao de Parnaíba, até 1933, quando foi restaurada a sua autonomia.